# Cal Caelles (Torà)
Cal Caelles és una casa de Torà (Solsonès) inclosa a l'Inventari del Patrimoni Arquitectònic de Catalunya.

## Descripció
Edifici de tres plantes amb golfa que fa cantonada amb el carrer de la Creu.

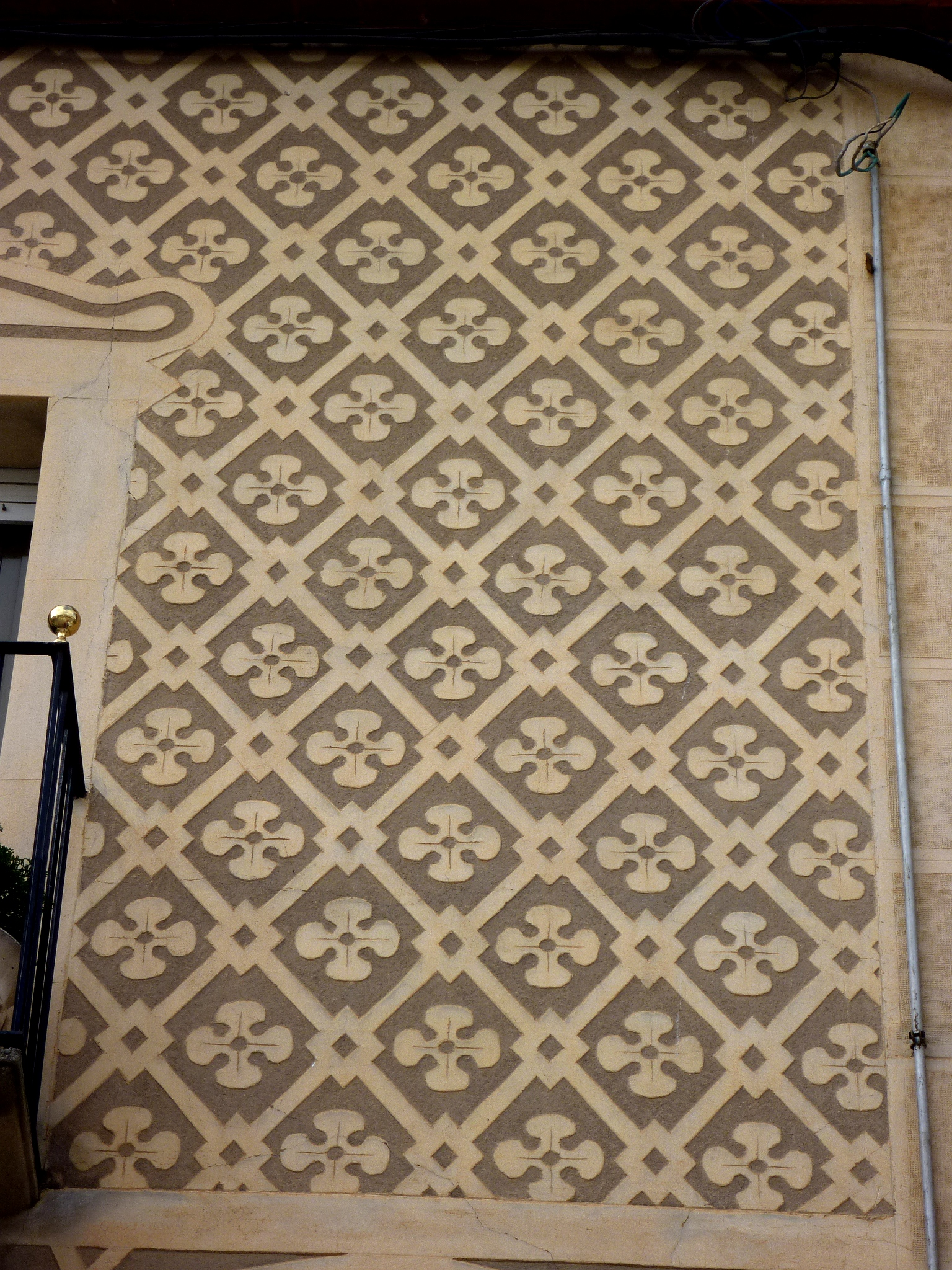
Esgrafiats de la façana

A la planta inferior trobem dues portes amb arc escarser. Per la més petita accedim a la part habitada de l'edifici. La façana d'aquest primer nivell està formada per filades de carreus regulars que juguen amb diferents volums. A la primera planta podem veure-hi dues portes balconeres amb balcó i barana de forja. L'atractiu d'aquesta façana es troba en l'esgrafiat que decora la primera i segona planta, que juga formant una motllura a les portes i un gravat a la resta de la superfície. El segon pis presenta una porta balconera àmplia amb balcó i barana de forja. Igualment trobem una motllura que aprofita l'esgrafiat de la façana de colors torrats i beix.
La golfa està constituïda un ull el·lipsoidal al centre que il·lumina l'interior. I per acabar la cornisa, que es destaca amb un color grana.
La façana lateral que mira al carrer de la Creu no presenta gens d'interés especial: planta baixa de pedra amb quatre obertures rectangulars, un primer i segon pis amb quatre finestres quadrangulars i porta balconera amb barana de forja, i a la planta superior tres portes balconeres amb tres baranes de forja. A excepció de la planta baixa, aquesta façana està arrebossada i pintada de color beix.